# Mikkel Näkkäläjärvi
Mikkel Antte Iisakki Näkkäläjärvi, född 19 juni 1990 i Ivalo i Enare kommun, är en finländsk socialdemokratisk politiker. Han valdes till Socialdemokraternas partisekreterare efter Antton Rönnholm på partikongressen i Jyväskylä år 2023. Han var ordförande för Socialdemokratisk ungdom 2016–2020.